# 青山乡 (东至县)
青山乡，是中华人民共和国安徽省池州市东至县下辖的一个乡镇级行政单位。

## 行政区划
青山乡下辖以下地区：
青山村、东阳村、叶桥村、梅塘村、中村、双河村、中城村和双港村。